# 台北の歴史

台湾における台北市の位置

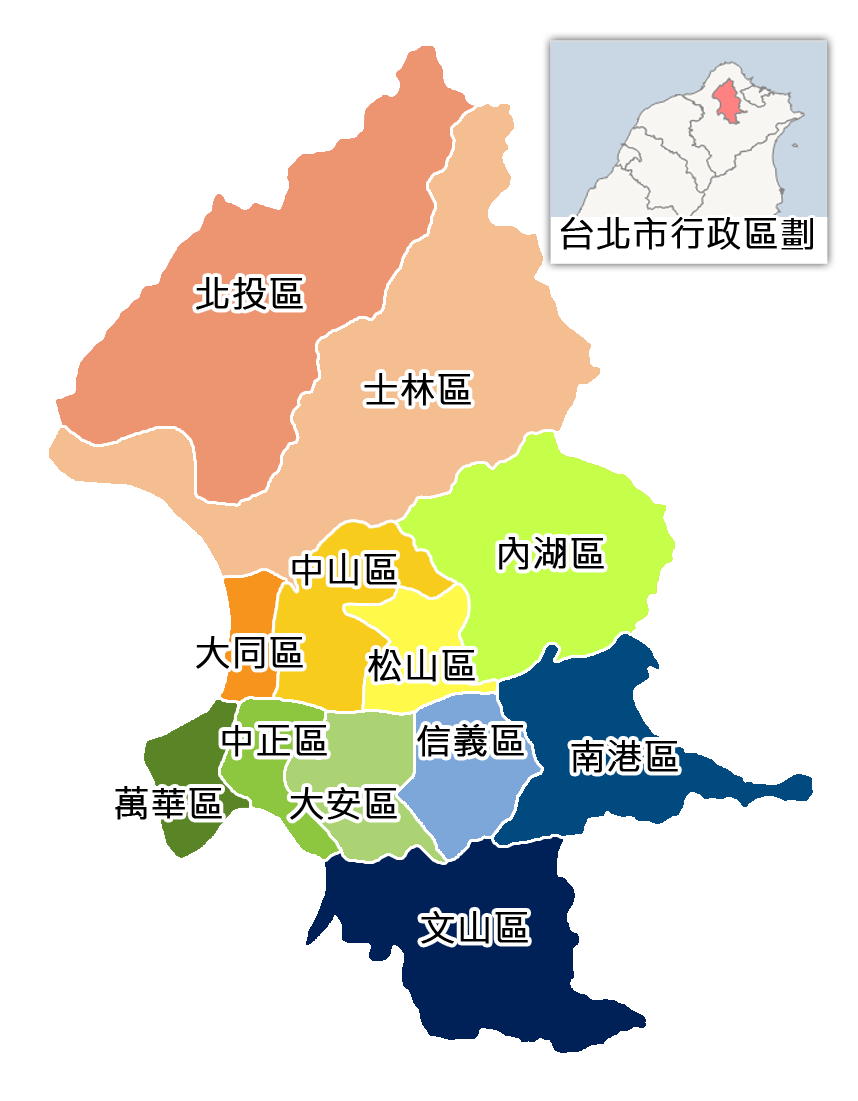
現行の台北市行政区

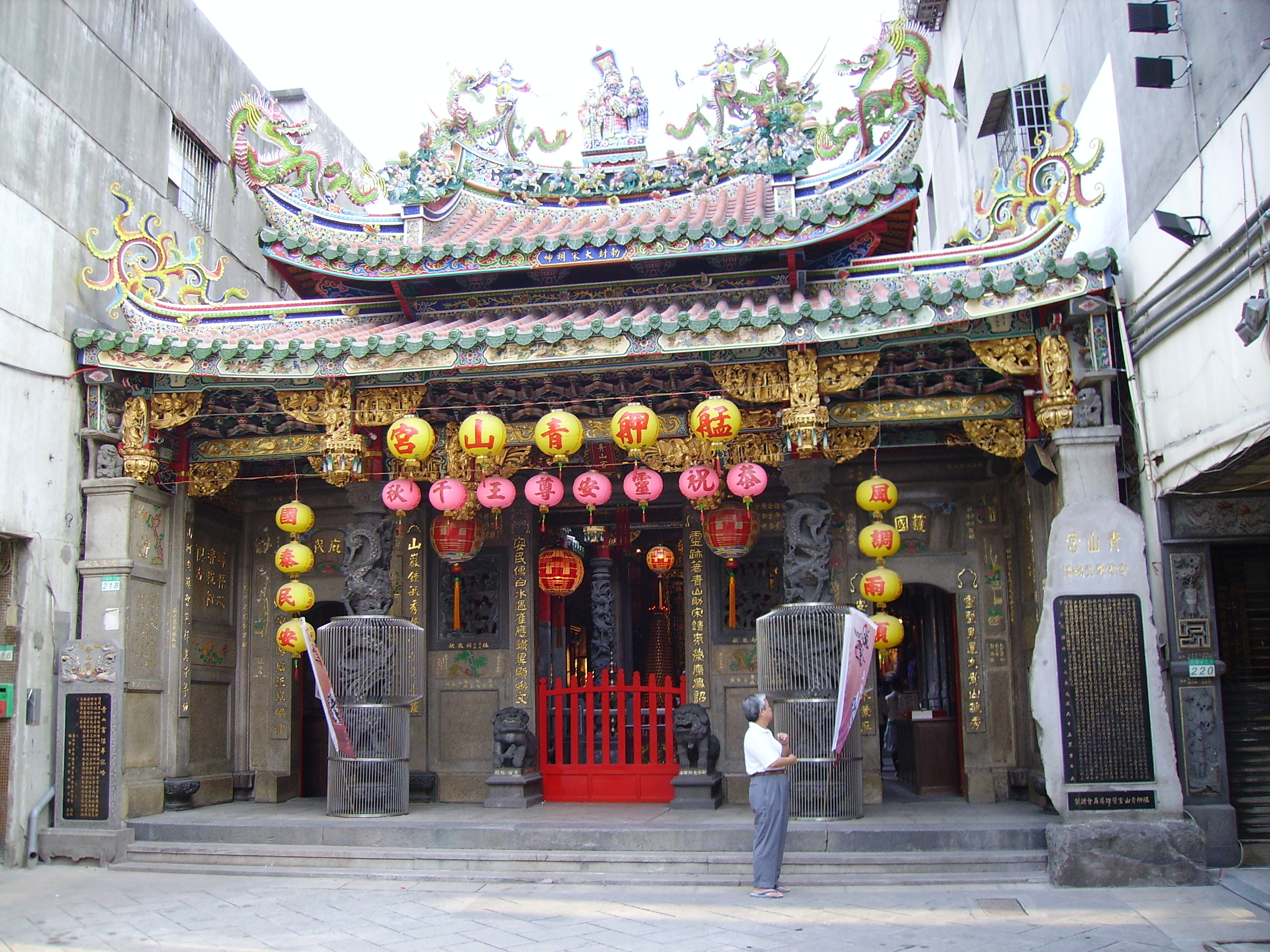
艋舺青山宮

台北の歴史（たいぺい/たいほくのれきし）は台湾台北地方の歴史を概説する。一般に台北の歴史は1709年に陳頼章が大加蚋の開墾に着手した時点を以って開始とするが、1884年の台北城の設置を持って開始とする見解も存在している。しかし考古学の視点から捉えれば数千年前に市内の円山と芝山岩に先史文化が存在しており、またこれ以外にも
数か所で遺跡が発見された十三行文化は、17世紀に台北盆地で活動していた平埔族との関連性が指摘されている
1654年に作成された『大台北古地図』及びその他文献により、17世紀中期は大部分が湿地であった台北地区は、少数の平埔族社以外の集落は存在しておらず、18世紀に中国大陸の福建及び広東から移民が流入するまではケタガラン族が主体となって文化を築いていた。しかし移民の増加と械鬥及び漢化によりその勢力は次第に消滅していった。やがて移民が中心となった台北は清朝統治時代になると文献史料に登場してくることとなったのである

## 先史時代（紀元前5000年 - 1700年）
台北市内に位置する円山遺跡及び芝山岩遺跡の最新の発掘調査により、台北地区には旧石器時代晩期には人類が居住していたことが判明している。
7000年前、台北が大屯山と観音山に囲繞され100平方Kmに達する大湖であった時代、円山と芝山岩は水没を免れ湖畔を形成していた。当時の人々はこうした標高100m程度の丘陵地帯に居住し、原始的な農業と狩猟による生活を送っていた

### 先土器及び大坌坑文化（紀元前5000年 - 紀元前2700年）
円山文化の考古学の調査により、台北地区では7000年前から1万年前の先土器文化である旧石器時代後期に人類の居住が始まったことが判明している。遺物からは約2.7エーカーの円山地区に先史時代の人類の活動が読み取れ、打製石器による狩猟生活を送っていたものと考えられる。その内容は左鎮人や長浜文化との類似性も指摘されるが、それらの外部との交渉に関しては現在のところ実証されていない。
約7000年前から4700年前、円山地区では更に進化した大坌坑文化が登場する。大坌坑文化は台湾の新石器時代を代表する文化であり、最初に遺跡が発見された大坌坑遺跡より命名されたが、円山文化圏内の各地からこの時代の遺跡が発掘されている。この時期の人類は円山地区以外に、北部の芝山岩地区にも進出し、類似する2つの遺跡を形成している。大坌坑文化の集落の規模は小さく、狩猟以外に原始的な農業を行っていたことが判明している。研究者の推測では南島語系民族を祖先とする人々による文化であり、現代の台湾原住民につながる源流であるとされている。

### 円山文化と芝山岩文化（紀元前2800年 - 紀元前500年）

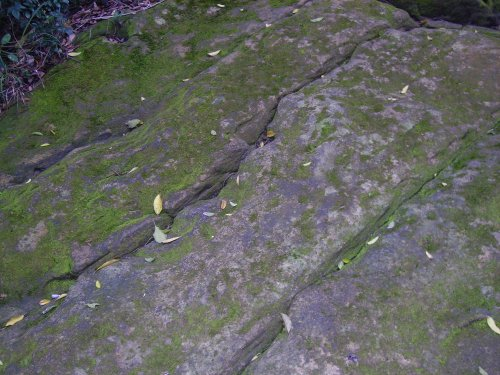
芝山岩山頂の岩石地面

約4800年前、大坌坑文化を継承した円山文化が台北に出現する。円山文化の特徴としてはその分布が極めて広大であり、台北市でも台北盆地北側の円山、芝山岩、関渡一帯から淡水河沿岸、新店渓下流両岸に広がる丘陵地にまで分布している。1964年から実用化された炭素14測定技術を用い貝塚からの出土品を調査したところ紀元前2800年から紀元前500年まで2000年にわたって文化が持続した。
円山文化遺跡で発見される貝類は汽水域に棲息する種類であり、当時の台北湖が汽水湖であったことを物語っている。またこの時期には家畜や農業技術も進歩し、既に稲作が行われていたとも考えられている。
またこの時期は円山文化外に芝山岩遺跡の発見により命名された芝山岩文化が存在している。約3600年前から3000年前までの期間存在し、石器、土器、骨角器、木器を用いた農耕生活を送っていた。

### 植物園文化と十三行文化（紀元前1000年 - 1000年）

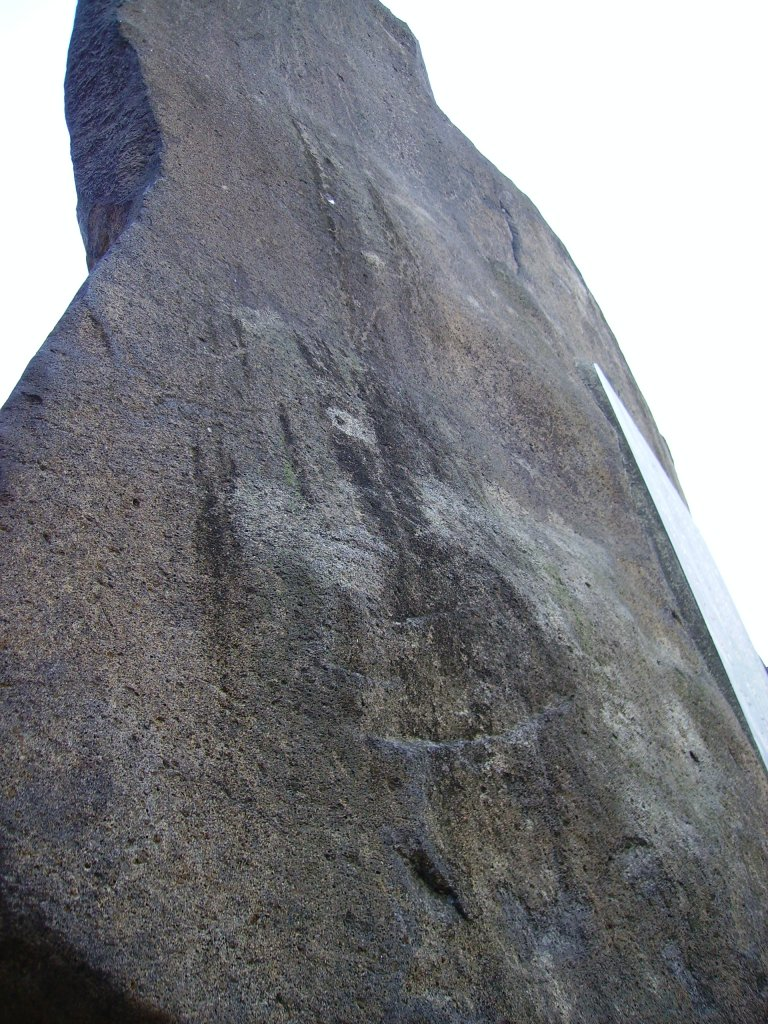
円山時代の砥石

約3000年から1800年前、台北湖は次第に水位を下げ、それまで湖底であった台湾盆地南部、現在の台北植物園や建国中学一帯での人類の活動が可能となった。これらの地区の人々は円山文化を発展させ、更に中国南部あるいは南方諸島からの移民の影響を受けた新しい文化を創出した。考古学の研究により当時は狩猟から農耕に生活様式を変化させていたことが推測され、また独特の彩文土器を製作するなど、円山文化より高度な文化であったと推察されている。
約2000年前の植物園文化晚期、台北は金属器時代へと突入し、十三行文化を代表とする新たな段階を迎えた。この時期になると人類の居住地域も拡大し、既に述べた文化地区以外に、台北市中山区の西新庄子遺跡なども出現している。この十三行文化は漢人が台北に進出するまで継続し、石器から鉄器に推移、更に硬質で赤褐色の土器などの発明も行っている。
十三行文化はその発展により前期と後期に分類される。前期は約2000年前から1000年前であり、後期はそれ以降である。後期の十三行文化ではケタガラン族は狩猟及び農業以外に紡績に用いる紡錘車時などが出土している。このほか十三行人が居住していた「干欄屋」は平埔族及び原住民の建築様式との類似性が指摘されている。
| 台北先史文化一覧 ○「有」 ×「無」 |          |          |          |          |          |          |            |            |              |
| 文化名称                         | 文化水準 | 文化水準 | 文化水準 | 文化水準 | 文化水準 | 遺跡分布 | 遺跡分布   | 遺跡分布   | 遺跡分布     |
| 文化名称                         | 土器     | 鉄器     | 狩猟     | 農業     | 稲作     | 円山遺跡 | 芝山岩遺跡 | 植物園遺跡 | 西新庄子遺跡 |
| 無土器文化                       | ×        | ×        | ○        | ×        | ×        | ○        | ×          | ×          | ×            |
| 大坌坑文化                       | ○        | ×        | ○        | ○        | ×        | ○        | ○          | ○          | ×            |
| 円山文化                         | ○        | ×        | ○        | ○        | ○        | ○        | ○          | ○          | ×            |
| 芝山岩文化                       | ○        | ○        | ○        | ○        | ○        | ×        | ○          | ×          | ×            |
| 植物園文化                       | ×        | ○        | ○        | ○        | ○        | ○        | ○          | ○          | ×            |
| 十三行文化                       | ○        | ○        | ○        | ○        | ○        | ○        | ×          | ×          | ○            |

### 平埔族時代（1000年 - 1700年）

漢化したケタガラン族圭武卒社（1897年）

十三行文化晩期は平埔族の歴史であるというのが一般的な専門家の見解である。文献資料による記録はないが、17世の台北は多くの湖が消滅し湿地を中心とする平野へと変貌し、この湿地で漁業、狩猟、焼畑農業を行っていた。一般的には平埔族の一種のケタガラン族による活動とされている
1603年に陳第により著された『東番記』、或いは1697年に郁永河によっ
て著された『裨海記遊』では、17世紀以前は台北全域がケタガラン族の活動範囲であったと明確に記載されている。伝承ではケタガラン族の祖先は台湾島最東端の三貂角に上陸しこの地に移住したと伝わり、1694年に発生した康熙大地震の後に移住を余儀なくされその人数は減少したが、尚も台北地区の主要な民族となっていた。この時期台湾南部はオランダや清により統治されていたが、台北地区は平埔族が散居する未開の平野であった。1632年に80余名のスペインによる探検隊が現在の北投社や里族社に進出したが、安撫と布教を行った以外の開発は行われず、台北における平埔族の時代は1709年に陳頼章による入植まで続いた。
ケタガラン族は早い時期に漢化が進んだため、生活に関する文献記録は非常に限定的である。現在のところケタガラン族は他の平埔各族同様母系社会であり、婿取婚が採用され婚姻と財産分与は女性が継承した。これは漢人社会と大きく異なる点であり、現在でも台北の一部にこのような制度が残されている。また台北の多くの地名がケタガラン語に由来し、大龍峒、北投等が一般に知られている。
有力な平埔族の社群としては「圭武卒社（Kimotsi）」が挙げられる。20世紀以前、台湾平埔ケタガラン族の支系部落とし現在の台北淡水河岸の大稲埕一帯に居住していた。オランダ人が1654年に作成した『大台北古地図』には、圭武卒社は100戸を超える規模として記録されている。地図はまた

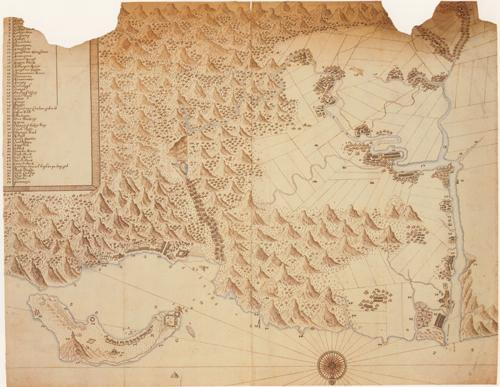
『大台北古地図』図右が淡水河流域

圭武卒外以外に規模が大きい社群として「大浪泵（Paronpon）社」がある。これは現在の大龍峒及び円山一帯で活動していた。大浪泵社に関する最初の記録としては『大台北古地図』がある。17世紀にオランダは2度にわたる調査を行い大浪泵社には十数戸数十人の規模としているが、北部の平埔族は凶暴であり、布教のために社群に入り多くの者が殺害されたとも記載があり、実際の人数はこの限りで無かったと考えられる。

## 清朝統治時期（1683年 - 1895年）
1620年代にオランダとスペインは台湾に侵入し統治体制を築いた。しかし両国の統治範囲に台北地域は含まれていなかった。その要因としては当時の台北は沼沢が広がる荒野であり、船舶輸送に適した港湾が設置できない台北市より、台南や基隆を主要拠点としていたためである。その後鄭成功がオランダ勢力を駆逐し、その勢力を北方に伸ばしたが、基隆や淡水を拠点としたに過ぎず、1683年に清による台湾統治が開始されても、当初は台北が開発されることはなかった。
しかし18世紀初頭になると台北地区に入植する漢人が急激に増加し、艋舺、大稲埕、士林の3ケ所を中心に台北の開発が進み、19世紀末に台北府城が設置されると、飛躍的な発展を遂げるに至った。

### 移民時代（1683年 - 1800年）

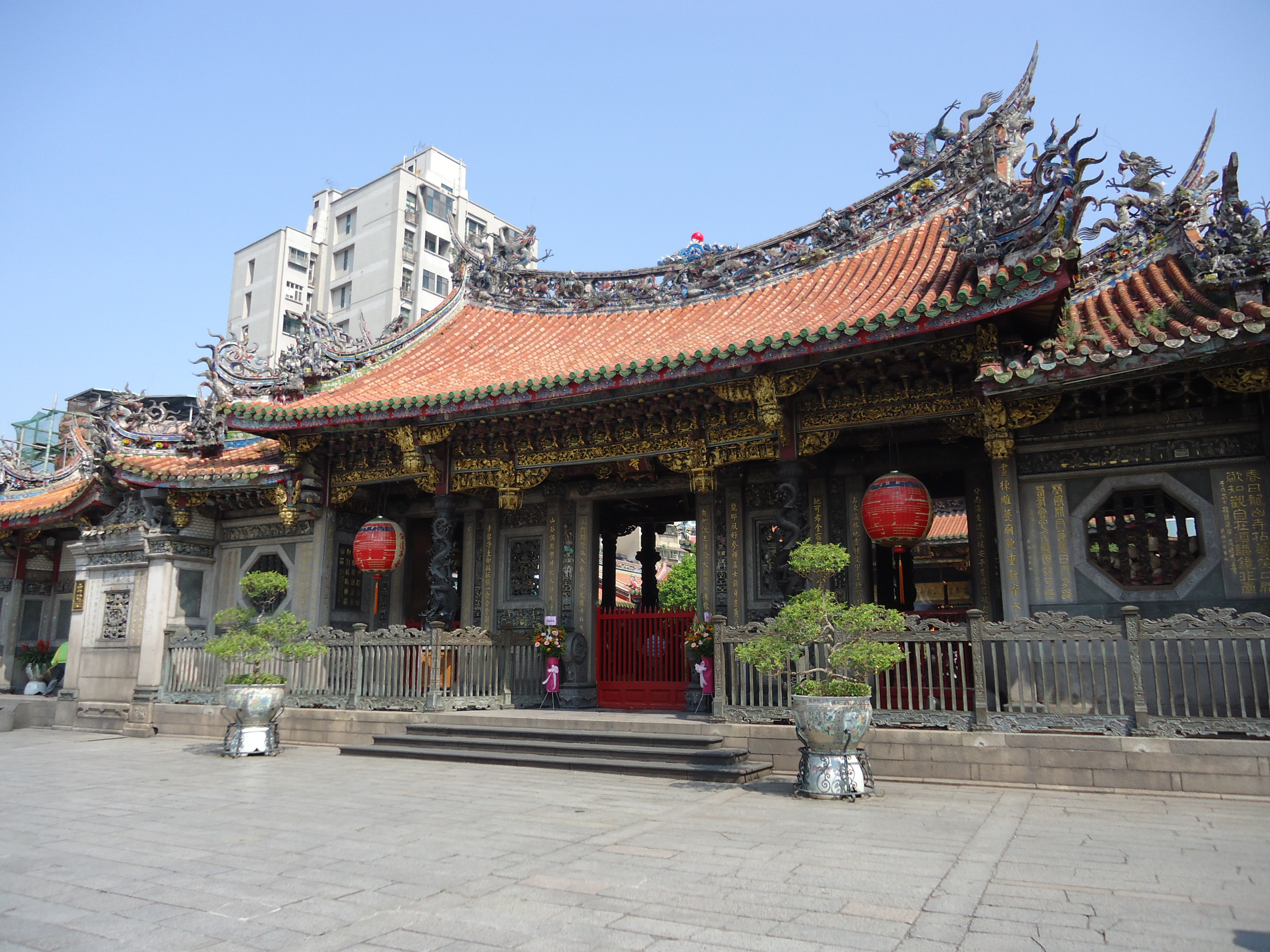
龍山寺

18世紀より福建の閩南人と広東の客家人移民が台北地区に入植し開発を進めた。清代当初の台北は朝廷による開発自体よりも移民勢力を中心に開発が進められ、移民による台北開発の時代であった。文化的に優位にあった漢人の進出によりケタガラン族は漢化が急速に進行し、20世紀初には民族としての独自性を喪失していた。
台北で初めて本格的な開墾事業を行ったのは18世紀初の陳頼章墾号事業である。陳賴章は泉州出身であり、陳天章、陳逢春、頼永和、陳憲伯、戴天枢と共に1709年に共同して台北地区を開発すべく組織を結成し、「陳頼章」とはこれら組織に参加した人物の姓を合わせた呼称である。陳賴章墾号は台湾北部の大加蚋地区の開墾を申請し、艋舺、錫口、大龍峒、大稲埕などの現在の台北市中心部を開発の対象としていた。この開発事業により台北の歴史は一般に艋舺が発祥の地とされ、艋舺龍山寺、清水巌などの関市的建築物は泉州墾号とともに台湾にもたらされたものである。陳頼章墾号は18世紀初の台湾における最大規模の漢人入植事業であったと同時に、以降台北地区の平埔族へ移転・同化を求め、結果的に絶滅させることにつながっている。
1723年、朱一貴による叛乱が収束したが、叛乱は台湾北部の平埔族に相当な影響を与え、漢人は清朝官員に所属し平埔族との衝突を備える防衛方針を採用した。台湾御史呉達礼は清朝に上奏し淡水庁を新たに設置、大甲渓以北を統治させるとし、台湾北部地区に初めて漢人による行政機構が設置されることとなった。しかし当時の台北地区は平埔族が居住する「番境」であり、無用な衝突を回避するために清朝は大陸からの漢人移民を厳しく禁じた。それにもかかわらず台北地区の広大な平野部を開墾しようとする漢人の移入は続き、この禁令は早くも実効力を失っていた。

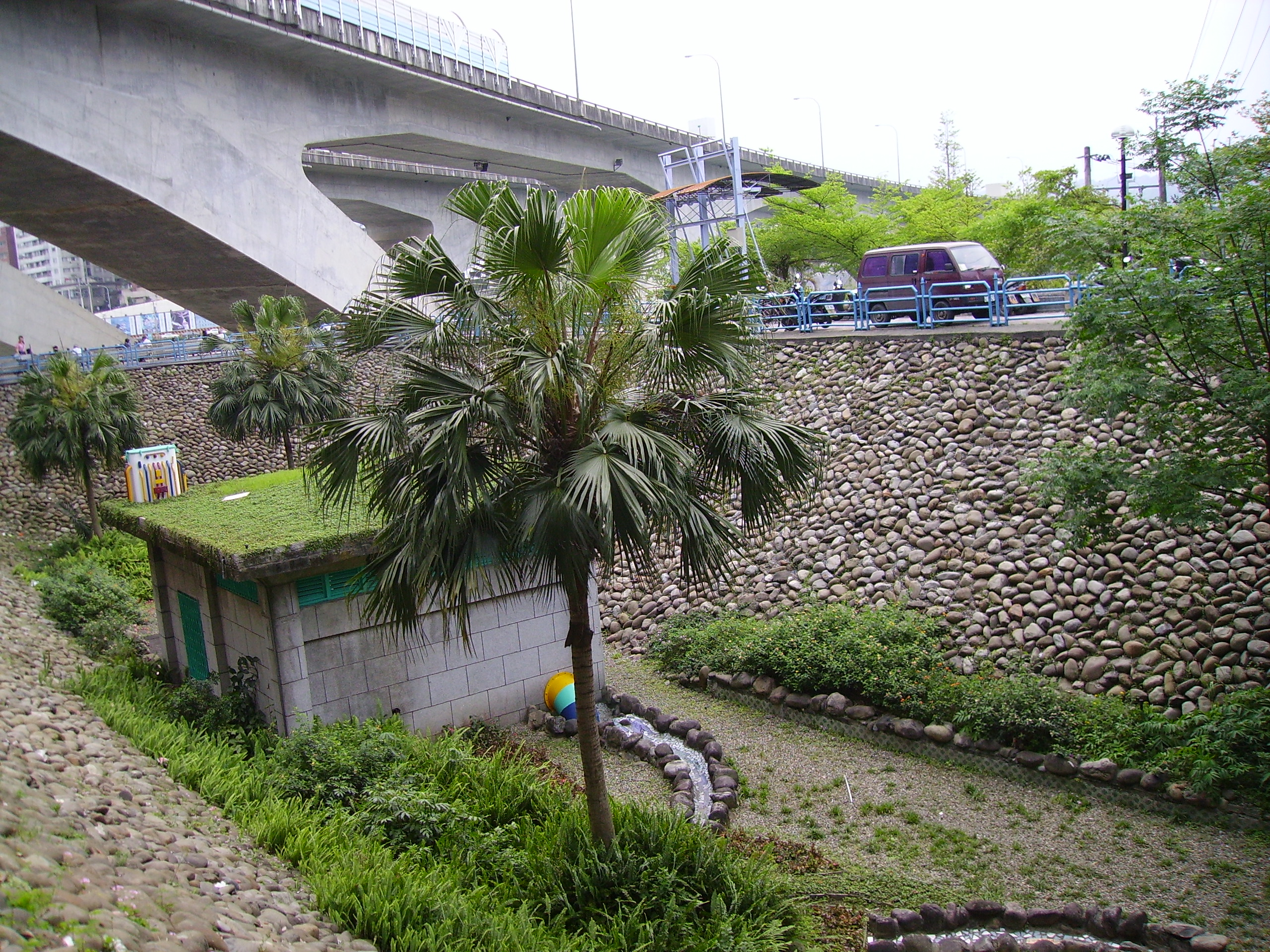
瑠公圳

1729年、広東客家人の簡岳一族が拳山（現在の中正区公館および文山区）に進出し開墾に着手、現地の平埔族との紛争を引き起こし、漢人側に数百名の犠牲者を出した。この事件に拠り清朝は再度台北を番界とし入植を禁止すると共に平埔族と漢人との間に境界を設け、それを越えて開墾、狩猟、交易を行うことを禁止している。1731年には淡水庁は漢人入植者の管理のために八里に巡検司を設置した。その行政範囲は干豆門（現在の関渡）、北投、南港に相当する。
1740年、泉州人の入植に続き福建漳州からの移民が退去して台湾に移住した。その代表的な人物が郭錫瑠であり、その指導の下、漳州人は松山一帯に進出、さらに新店青潭渓より灌漑設備を整備し景美、公館から松山に至る用水路・瑠公圳の開鑿を進め、瑠公圳の完成により漳州人の開墾は急成長した。また1741年には何士蘭による内湖、士林開発、1742年から1749年にかけての泉州人による木柵、客家人的による拳山開発なども盛んに行われ、漢人勢力の成長とともに平埔族との衝突事件も減少し、また漢人と平埔族の間の通婚が進んだ。このような漢化が進行する状況下、1765年には理番同知が設置された。平埔族の漢化政策が推進され、漢化された熟蕃平埔族は93社、帰順した生番は二百数十社にも及んだ。

### 台北開府（1800年 - 1895年）
18世紀に続き19世紀の台北の歴史も漢人移民の活動による歴史である了泉州三邑人が居住する艋舺と漳州人が居住する八芝蘭で引き続き開墾が行われ、泉州同安人が居住する大稲埕と大龍峒も大きな発展を遂げ、平埔族を漢化させた以外に分類械闘と称される衝突事件が発生、これにより清朝は台北府城設置の必要性を検討し始めた。

#### 一府二鹿三艋舺
18世紀中期、多くの泉州（三邑が主）人が台北の艋舺に移民し、現地の平埔族と通婚が進むと人口が増大、艋舺の興盛へと発展した。1759年には都司が設置されたが新竹淡水庁が管轄する出先機関でしかなかった。1808年、軍事的な意味合いの強かった都司を艋舺県丞と改めたことにより、台北行政の中心となり、また公文書の中でも「艋舺」の文字が使用されるようになった。翌年、清朝は艋舺に台湾艋舺営を設置、1825年には長官を遊撃から参将へと昇格させた。これらの行政制度の改革によりそれまで台北北部の軍事を担当していた新竹から、艋舺に常駐兵を置く台北営制が誕生し、「台北」の名称も公文書の中に出現するようになり、それまで台南以北の名称であった「台北」が正式に台北地区の名称として使用されるようになったのである。
清朝の庁署が暫時台北艋舺に移転した以外、艋舺への移民及び開発も急激な発展を見せ、姚瑩は『台北道里記』の中でその規模を4000戸から5000戸と記録し、「一府二鹿三艋舺」と称され、台湾三大都市のひとつとして発展するに至った。

#### 大稲埕と大龍峒の開発
1853年、艋舺での分類械闘で敗北した泉州同安人は一族を率いて艋舺より数里北方に位置する大稲埕に移住し商業に従事するようになった。19世紀中期以降は大稲埕での商業の発展が台北の発展史へとつながった。

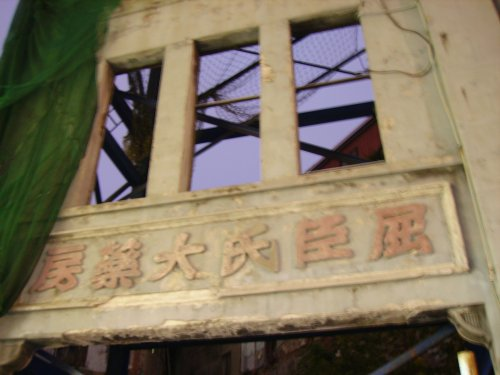
大稲埕の「屈臣氏大薬房」

同安人が大稲埕一帯に居住すると、その地に港が設けられ、堆積も進行していない淡水河はジャンク船の航行が可能であったため水運を利用した商業に従事、商業の発展により大稲埕は艋舺と並ぶ台北の二大集落となった。
泉州同安人は大稲埕を開発した以外、大龍峒（旧称大浪泵）へも進出している。1802年、泉州同安人の王元記、王智記、陳蘭記、陳陞記、高明徳、鄭西源の6戸はこの地で商業を行うために進出している。

#### 分類械闘

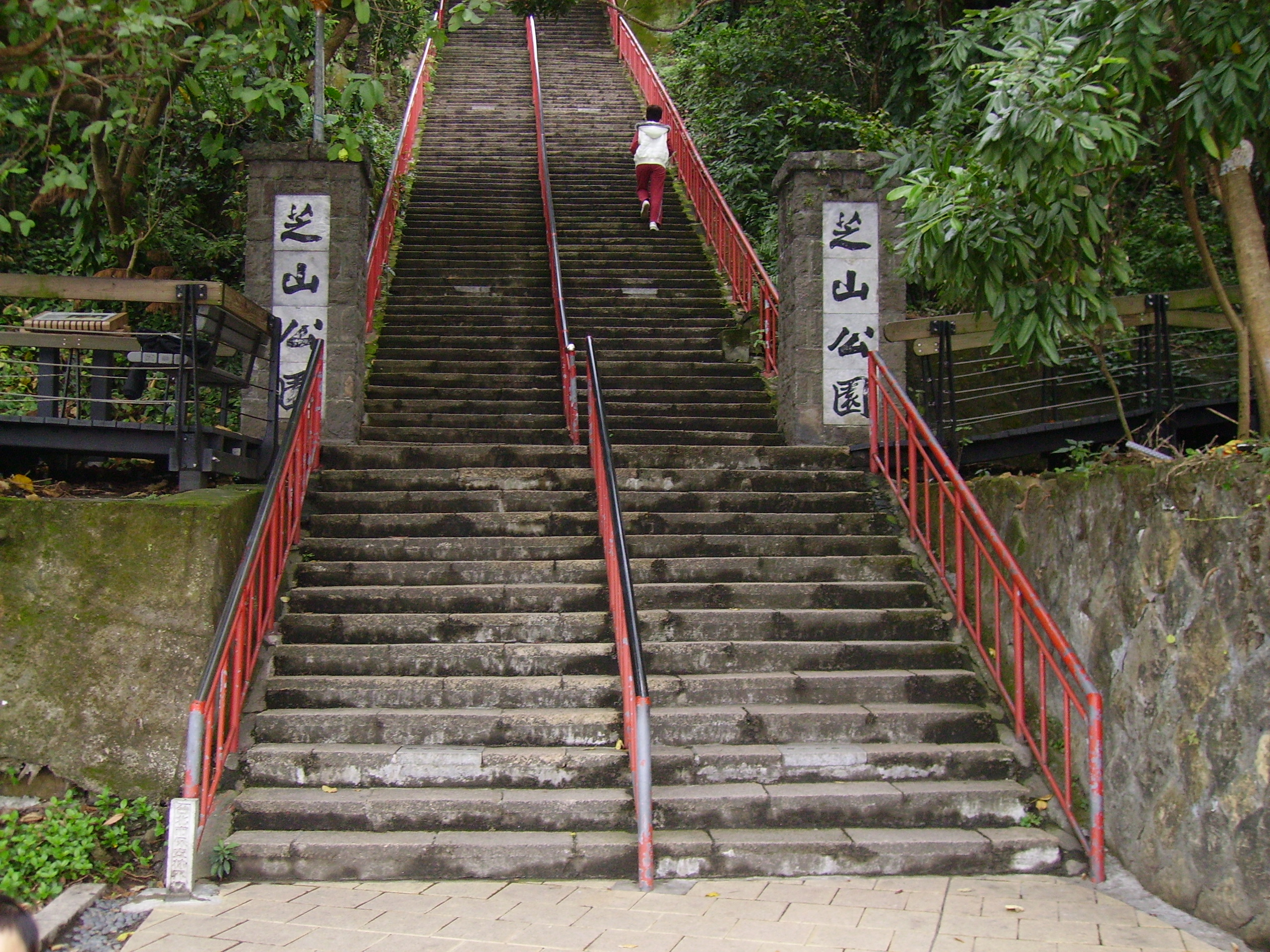
芝山岩隘門遺跡、1859年の漳泉勢力が数か月にわたって対峙した

清朝統治時代の台北での漢人移民集落はその多くが漳、泉両系で占められ、大規模な集落として士林、艋舺、大稲埕、大龍峒の4地が存在していた。漳泉の両地はともに福建の地であり、言語習慣も共通点があったが、唐宋以来両地には経済利権と宗教を原因とする衝突が繰り返され、台湾に移住した後も双方は激しく対立した。
1787年、漳州人林爽文が民衆を率いて反乱を起こすと、それは松山、艋舺、内湖に影響を及ぼし林小文なる人物を生み出した。林小文は漳州人であり、泉州人の居住地域を襲い、加えて林爽文の反乱では泉州人と漳州人の意見の齟齬を生み、それがやがて分類械闘と称される大規模な武力衝突に発展する。1809年から1860年にかけて分類械闘が台北の4大集落を舞台に、それまで発生していた頂下郊拚や閩粤械闘に加え漳泉械闘が発生した。その中でも1809年、1846年、1850年、1859年に発生したものは大規模かつ計画的であり、清朝に衝撃を与えた。
漳州人と泉州人の武力衝突の原因は複雑であり、土地の分配や利水権利、廟寺の建立における意見対立など要因が複雑に交錯している。加えて当時は清朝の統治も限定的であったことよりこれらの衝突を未然に防止することができず、民間での衝突を傍観していたことも事態を深刻化させた。多くの漳泉械闘の中でも1859年に発生した械闘がもっとも激しく、漳州人八芝蘭の集落を全焼させるなどの被害を出した。この時は地域の仕紳が両者の調停に乗り出し講和が成立、これ以降激しい機闘は発生しなくなった。

#### 台北府城

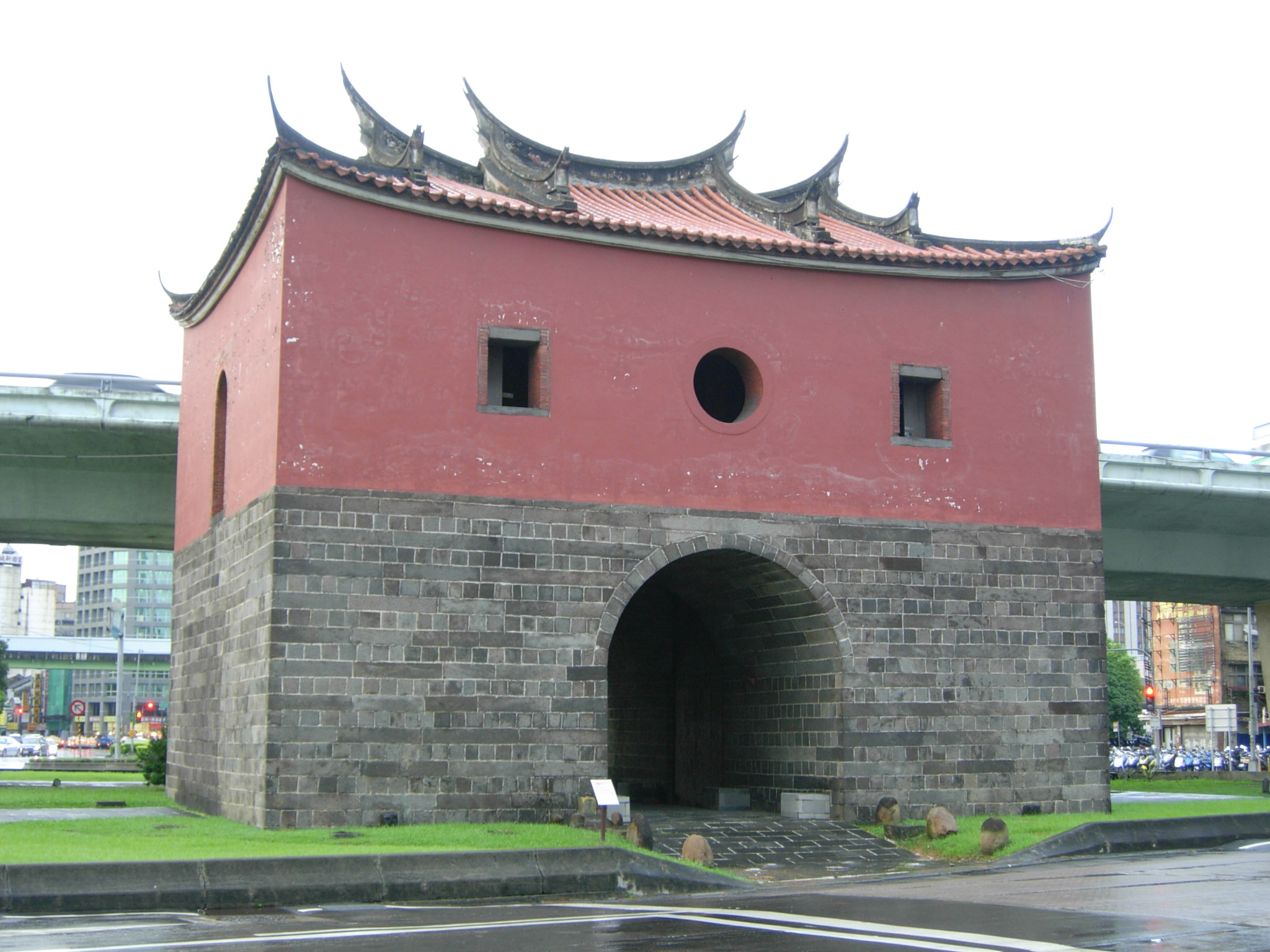
台北府城北門

台北が台湾の中心となったのは1880年代の台北府の設置と台北城の建築に始まる。これらの措置により台湾の行政の中心が台南より台北に正式に移転し、台北が台湾の政治経済の中心となった。これは1871年には牡丹社事件の発生により日本との外交問題に発展し、清朝が台北の軍事的な重要性を認識したことにより促進された政策であり、1875年に福建巡撫沈葆楨が建議した一府三県設置の奏摺が認可され、台北府城が成立することとなった。
台北建府の建議が欽准されて間もなく、台北を防衛拠点とすべく艋舺と大稲埕の間の未開発地に之台北城を建設し、台北府城官署、宗廟などを設置することとなった。初代知府の陳星聚と1881年に着任した福建巡撫の岑毓英により建設準備が積極的に進められ、1882年に台湾道劉璈により着工され、1884年に完成している。
台北城の完成に続き城内に文廟、武廟、聖王廟、城隍廟、天后宮などが次々に建設されたほか、淡水庁、台北府、布政使、台湾巡撫等衙門なども
建設され、台北城が台湾の政治のみならず宗教の中心としての地位を確立するに至った。またその後は台湾巡撫劉銘伝による鉄道、電気などの社会インフラの整備が進み、近代都市として変貌を遂げていくことになる。

## 日本統治時代（1895年-1945年）
下関条約により日本に割譲された台湾は1895年より日本による統治が開始された。台北は台湾の中で地理的に最も日本本土に近く、また新興都市であったため都市計画の実施が容易であったこともあり、台湾総督府は台北を台湾の政治経済の中心とした。
台湾総督府の主導の下、台北市はソフト・ハード両面で急速に台湾の中心都市、そして日本の重要都市としての整備が進み、人口の急激な集中を生み出した。1904年、台北は台湾最大の人口を擁する都市となり、1935年に台湾の人口が530万人となった際、僅か1%の面積の台北の人口は33万人を突破していた

### 日本統治初期（1895年-1910年）

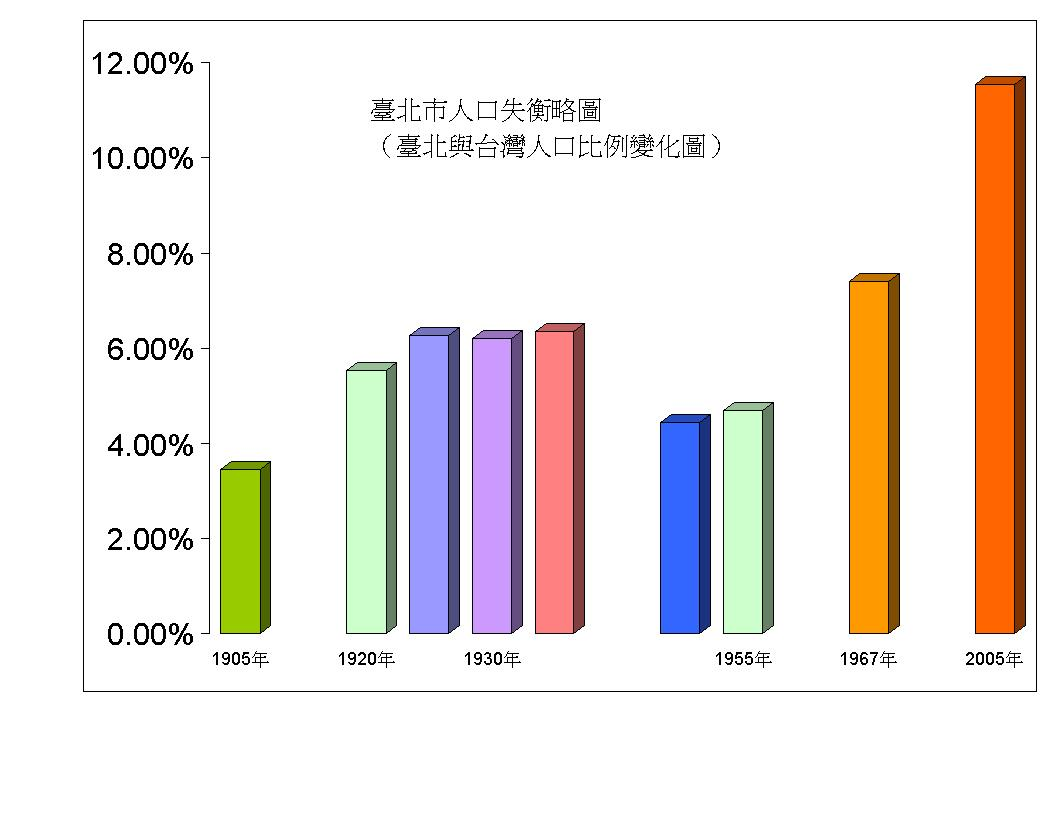
1904年より台北の人口集中が開始された

1895年の日清戦争の結果、台湾の割譲を獲得した日本は軍による台湾接収を開始した。順調に台北入城を果たした日本軍は、その後台北を台湾統治の中心地にすべく積極的な政策を展開する。1899年公布の台北市最初の都市計画である台北市区計画では、道路整備のために城内の文廟、武廟の撤去を計画し、並びに台北城の城壁を撤去し、台北市の範囲を拡大した。
それまで1平方キロメートルの範囲であった台北を数倍から数十倍の範囲に拡大し、道路を整備し、大稲程と艋舺の二大地区を融合させ一大都市とするものであり、交通改善のために鉄道整備、バロック式道路の整備、台北と周辺地区を連絡する橋脚の建設を行った。これらの政策の結果大幅に交通インフラが整備された台北は1904年ころより過度な人口集中の兆候を呈するようになった。

### 日本統治中期（1910年-1940年）
数度の市区改正を経た1930年代、台湾総督府は台北の社会インフラ整備に努め、主要政府機関の庁舎、大量の公学校の建設を推進すると共に、台北市の範囲拡大を進めた。
日本による用地初期のころ、台北城内には清代の官庁や家屋などが残っていたが、台湾総督府の設置と共に多くの日本人移民が台北に流入し、それらの政府機関や住居の建設への需要が高まっていた。そのため西門街、府後街（現在の衡陽路および重慶南路）では清代の建築を撤去しての再開発が進められ、台湾総督府、台湾銀行、台北州庁、専売局などの政府官庁が建設された。これらの建築物は華麗な外見と堅固な煉瓦造であり、戦後の台湾の復興にも大きな役割を果たしている。
教育面では1895年に台湾総督府により台北各地に国語伝習所が設置され日本語教育が実施、その後公学校と改称されている。1919年には台湾教育令が公布され、強制的な義務教育の実施を台湾で実施、台湾での就学率が70%を超えるようになった。台北市内での公学校の設置は漳泉漢人が密集する大稲埕、万華、大龍峒、士林地区に集中されていた。
社会教育面では台湾の纏足や辮髪などの陋習の改善を目標とする機関が設立され、台北では台北庁風俗改良会、艋舺同風会、大稲埕同風会などが設置された。1923年には台北市の同風会は計51か所となり、会員数は14万人にまで増加している。これらの団体は後に「教化聯合会」と改称されている。
ハード面の整備以外に、台北は台湾における度量衡、標準時間、衣服規定など、これら近代政策が次々と導入された。これらの社会整備の進行により台北は農村社会から現代都市へと変貌を遂げ、
1935年の台湾博覧会ではそれらの現代都市としての台北市が広く宣伝された。

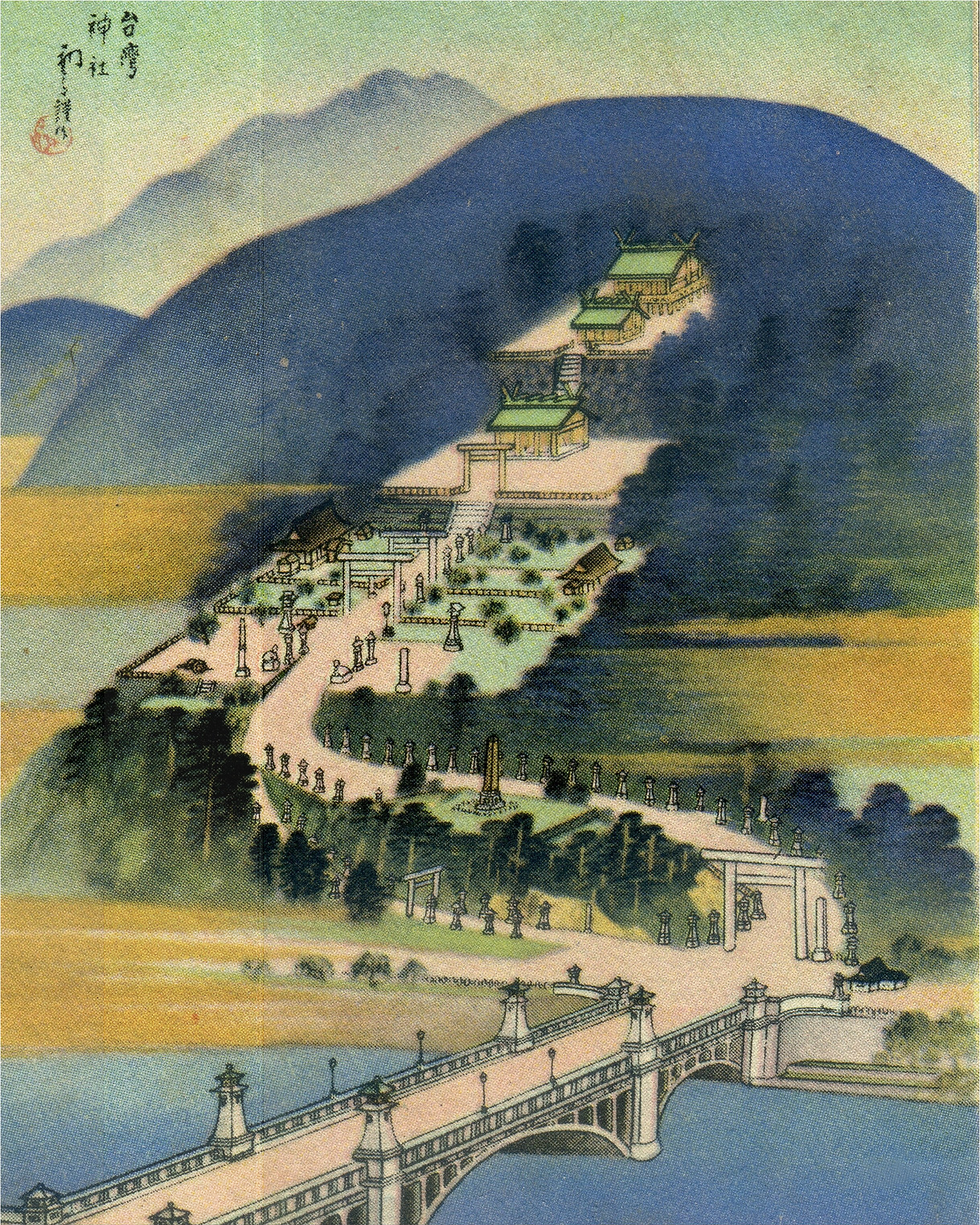
台湾神社

1920年代、旧台北城内は既に各種建築物で飽和状態となっていたが、なおも多くの日本人が台湾に移住していた。そのため都市空間の不足以外に地価の高騰も発生し、それに対応するため台北城の西部の万華と大稲埕の間に新たに市場、郵便局、神社、学校などを設置した。これが西門町の誕生であり、現在でも台北の繁華街の一つとして存在している。しかし西門町への開発も限界があり、台北は淡水河に沿って南北への開発が進められていく。これにより南門近くの龍匣口庄は新興住宅地（現在の建国中学付近）となった。このほか1920年代から1930年代にかけて市内北部に台湾神社が建立され、勅使街道が建設された。大直付近は高級住宅地となり、その雰囲気は現代に伝えられている。
1930年代になると南北への開発以外に、東部への開発も行われた。人口60万人を想定した都市計画の中で、総督府は東門付近に学校予定地を大量に確保、東門町および富田町（現在の中正紀念堂、台湾大学の位置する公館付近）での学校建設が行われると同時に新たな住宅地が設置され、御園村や昭和町などの新開地を形成した。
1935年、南北および東区の急速な発展に伴い、面積が100平方キロメートルに至らない台北市に日本人8万人、台湾人18万人が居住するようになった。また福建からの商人もあり、当時の台北市の人口は32万人を突破、総人口530万人の台湾で、僅か0.003%の面積の台北市に6.3%もの人口が集中することとなった。

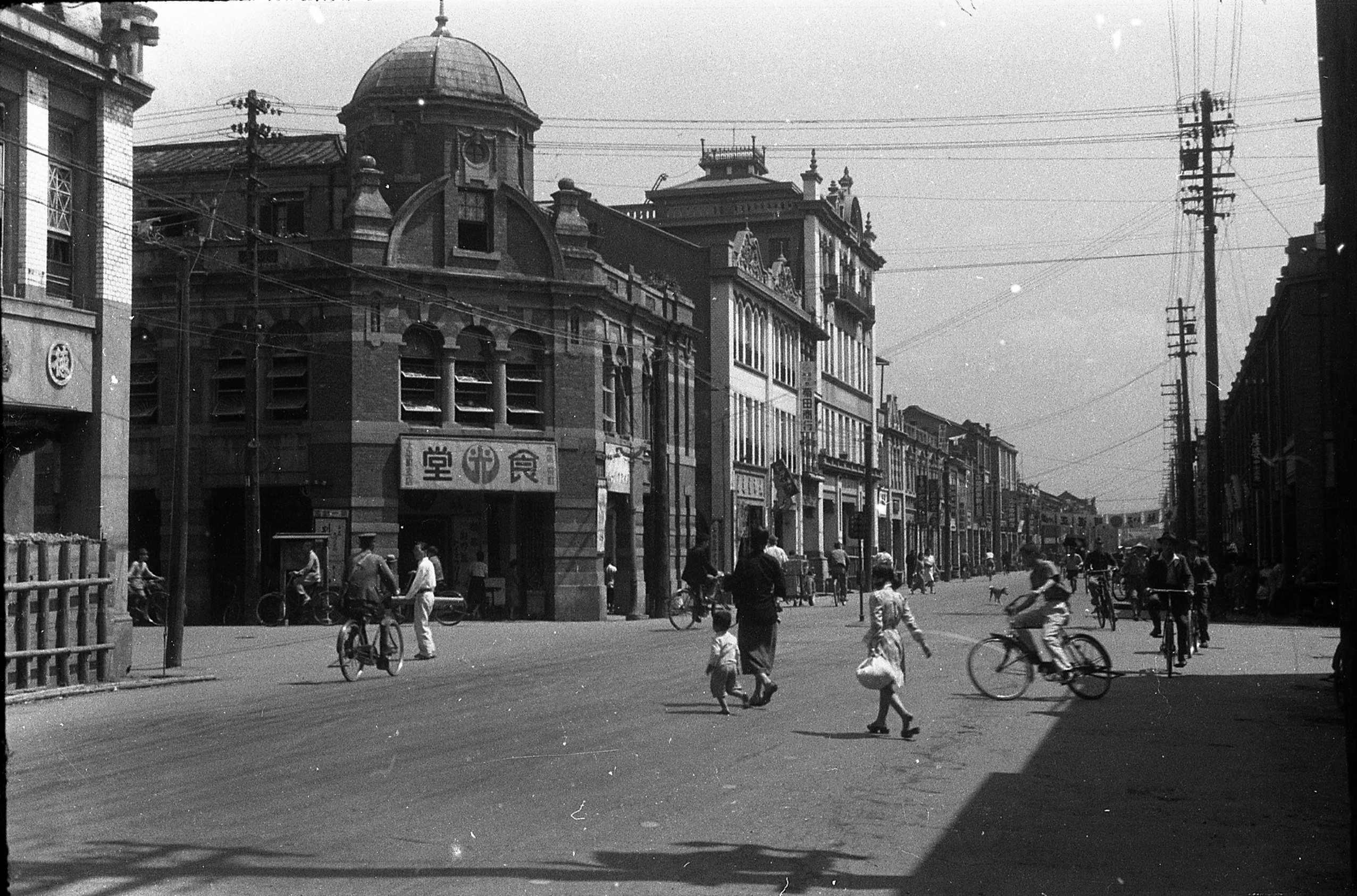
台北市太平町（1940年）

### 日本統治後期（1940年-1945年）
1930年代になると日中戦争が勃発、戦火から離れていた台湾であるが戦争の影響により、台北市の経済は停滞するようになった。そうした状況下でも多くの台北漢人は皇民化運動に参加、太平洋戦争末期には日本軍人、軍属として従軍している。また戦争は物資の欠乏と人口の流出を招いた。1944年の台北大空襲では市内人口が大幅に減少し、栄町、京町、文武町、書院町、明石町、旭町などに位置する主要官庁などが大きな被害を受けている。

1945年8月、日本の降伏により台湾は中華民国に統治されることとなり、台北市中心の台北公会堂において日本の降伏式典が行われ、ここに日本統治時代は終焉を迎えた。

## 中華民国時代（1945年-現在）
1945年、日本の降伏により太平洋戦争が終結すると、台湾は国民政府の時代に入る。1947年の二・二八事件など政治的な問題が表面化することあったが、台北市は政府により台湾省の政治経済の中心として発展していくことになる。また国共内戦の結果、1949年より国民政府が遷台すると、台北市は中華民国の実質的な首都として政治経済方面での建設が推進されていくことになった。
1949年に200万人の国民政府遷台、1960年代の台湾中南部からの北部への進学・就職による人口移動により台北市の人口は急激に増加した。またアメリカからの援助により道路、住宅、学校等の公共整備が進められると、市内東部の農地の開発が推進された。
1970年代から1980年代にかけれは台北は高度経済成長を遂げ、各種主要建築物を集中させる信義計画区が誕生した。これらにより台北は国際化都市に向け発展することとなり、現在は旧市街や商業エリアと調和した都市計画が課題となっている。

### 台北新住民（1945年-1970年）
1945年、台湾が国民政府により接収されると、同年10月に台北に台湾省行政長官公署が設立され、台北を引き続き台湾の政治経済の中心都市とすることとなった。しかし十数万の日本人が引き揚げたことにより台北の人口は30万から20万に急激に減少、人口減少による生産と消費の低下、更に国共内戦によるインフレの進行により当時の台北では大きな経済的な混乱が発生した。まもなく大稲埕にて二二八事件が発生すると、台北市内も大きな政治的混乱に巻き込まれることとなった。
1950年代の台北市発展は、大量の外省人による「台北新住民」問題を引き起こした。当時200万人もの外省人が台北に移住し、加えて1960年代になると就学や就業の機会を求める台湾中南部からの移民も流入し、戦後20万であった人口も1967年には100万人を超えた。この急速な人口増加に対応すべく郊外の木柵、士林、南港などの地区の開発を進めた。また台北市政府は日本統治時代の都市計画のほかに、土地の有効利用を促進する目的で旧建築物を撤去しての再開発を行った。
この時期の台北の発展は現代都市建築のための建築に代表される。しかし予想を超える人口増加は交通、環境、公共衛生問題での対応が不可能となり、1970年代には台北市では各種社会問題が表面化していた。

### 高度経済成長（1970年代-1990年）
1970年代から1980年代にかけて、台北は高層住宅地の建設以外に、市内の交通問題を改善すべく各種交通の整備が積極的に展開された。1980年代後半には台北市内の鉄道の地下軌道化および捷運の建設が開始された。工事に伴い輸送能力の低下した台北市内は「交通暗黒期」と称されたが、これらの工事により騒音、振動、大気汚染を減少させ、沿線住民の交通環境の改善を実現している

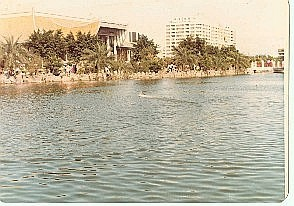
1970年代の国立国父紀念館。台北101と市政府は未完成である

1980年代中期になると台湾の高度経済成長に伴い大量の外国資本が投入され、台北はサービス業を主体とする都市へと変貌した。それらは1984年のセブンイレブンと1983年のマクドナルドなどの台北進出に代表され、台北の産業構造に大きな変化を与え、従来型の商店が次々に淘汰されていった。さらに1987年の戒厳令解除と政治の自由化政策が実現すると台北市は自由な都市空間として変貌していく。政治の自由化は経済活動を刺激し、生活を多様化を実現した台北は国際都市として変貌し、台北の生活様式が台湾全土に影響を与える情報発信基地としての地位を確立した。
しかし経済の発展は物価上昇、地価高騰、格差拡大、環境問題等を引き起こし、これらの問題は台北市民の生活満足度を低下されたほか、一部の台北市民の基隆市、桃園市、新竹市などへの人口流出現象を創出した。1980年代末期、台北の人口増加率は緩慢なものとなり、衛星都市の出現で台北市は大台北地区の生活圏の一地区と変化した。

### 国際都市としての台北（1990年-現在）

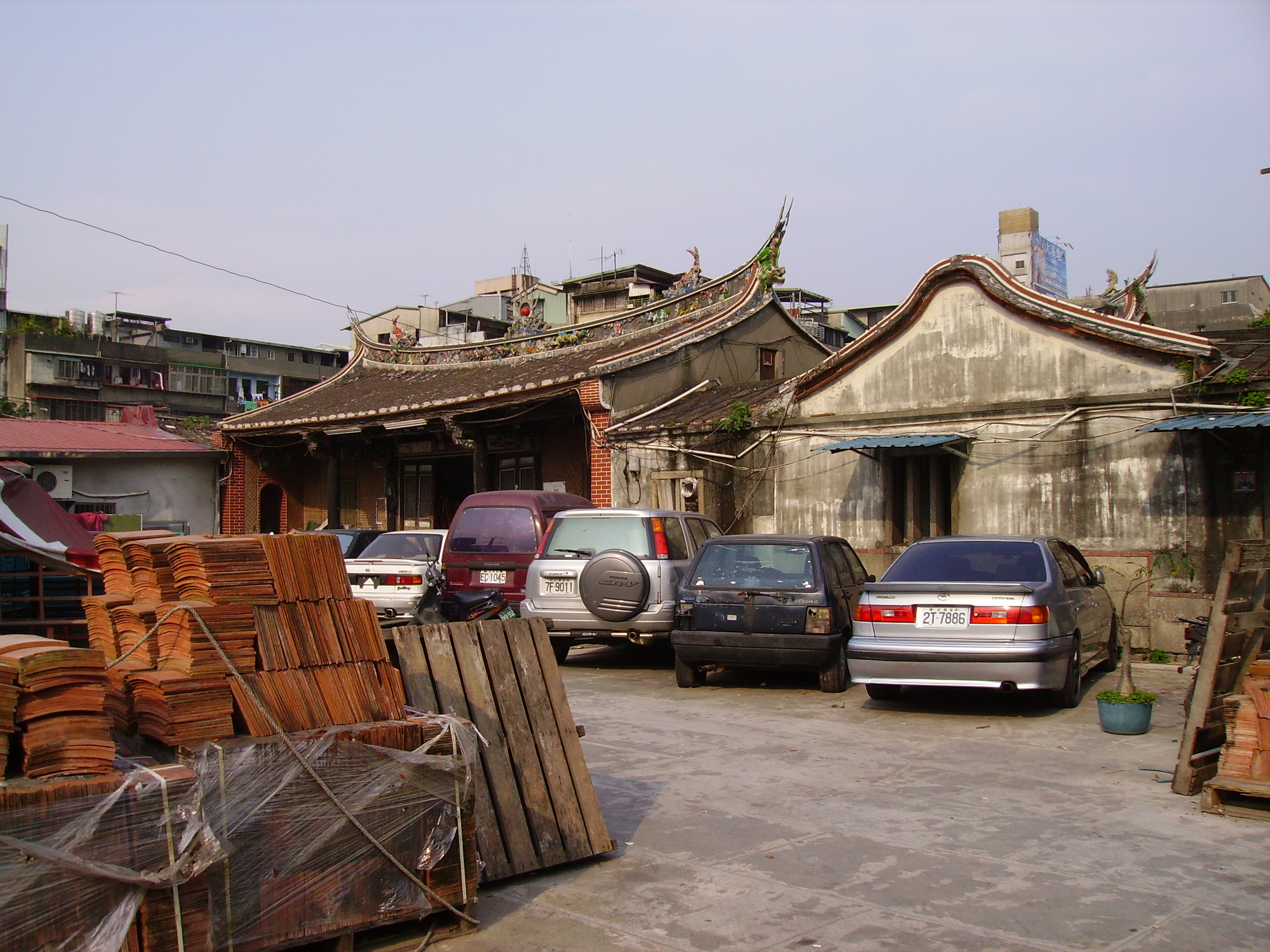
陳悅記祖宅

1990年代より鉄道の地下軌道化、自動車専用道路、台北捷運、バス専用レーンなどの交通施設が次々と完成し、台北市内の交通事情は相当程度改善された。この他台北市政府は人文及び教育環境の利便性の向上に努め、市民主義という概念の下サービス業を中心とした多元化された都市を目指した都市計画が実施された。今世紀に入ると台北市市長の政権交代劇、1997年の白暁燕事件などによる治安問題、1999年に発生した921大地震での東星大楼崩壊、2001年の台風による浸水被害、2002年の台北渇水、2003年のSARSなどの事件を経ながらも台北市は国際都市として発展を続けている
都市計画面では台北東区に台北101をランドマークとする信義計画区開発は進められ、台北市政府及び議会も当地に移転している。またこれら国際化推進と同時に、伝統建築の有す文化的活を認めた台北市政府は、2000年より文化財保護に乗り出し、庶民伝統の重視による文化産業の推進、台北学の提唱と政府資料の公開など台北文化の創出も積極的に行われている。

## 台北地区の行政長官名称
- 八里坌巡検
- 新荘巡検
- 新荘県丞
- 艋舺県丞
- 淡水県知県
- 台北弁務署長
- 台北市尹（1920年の台北市設置後）
- 台北市長（1940年改称）